# Изъяны
«Изъяны» (англ. Faults) — психологический фильм 2014 года, режиссёрский дебют режиссёра и сценариста Райли Стернса. В главных ролях — Лиленд Орсер и Мэри Элизабет Уинстэд. Премьера состоялась 9 марта 2014 года на кинофестивале «South by Southwest». В широкий прокат фильм вышел 6 марта 2015 года.
Фильм был снят за 18 дней в районах Лос-Анджелеса (Лонг-Бич и Сан-Педро).

## Сюжет
Клэр, молодая девушка, попадает под влияние таинственной секты под названием «Изъяны». Обеспокоенные родители обращаются к Анселю Роту, известному специалисту в области манипулирования сознанием, который попытается депрограммировать Клэр.

## В ролях
- Лиленд Орсер — Ансель Рот
- Мэри Элизабет Уинстэд — Клэр
- Джон Гриз — Терри
- Лэнс Реддик — Мик
- Крис Эллис — Пол
- Бет Грант — Эвелин
- Николас Туччи — Джеймс

## Критика
Фильм получил положительные отзывы кинокритиков. На сайте Rotten Tomatoes фильм имеет рейтинг 91 % на основе 32 рецензий со средним баллом 7,1 из 10.